# Viatge al centre de la Terra (novel·la)
Viatge al centre de la Terra (en francès: Voyage au centre de la Terre) és una novel·la de ciència-ficció i aventures, escrita el 1864 per Jules Verne, un dels escriptors francesos més famosos del segle xix. Publicada originàriament en francès, l'obra conegué un èxit mundial que feu que es traduís a moltes llengües aviat. L'edició del 1867 comportà diversos canvis del text original i s'hi afegí dos capítols suplementaris.
La història se centra en un professor, que juntament amb el seu nebot i amb un guia, s'endinsen a través d'un volcà cap al "centre de la terra".

## Argument
El professor alemany Otto Lidenbrock descobreix un escrit xifrat d'Arne Saknussemm (personatge que es basà en la figura d'Arne Magnussen, un escriptor i recopilador de sagues nòrdiques), un savi islandès del segle xii, que afirma haver arribat al centre de la Terra.
El professor Lidenbrock pretén seguir els passos de Saknussemm i emprèn una expedició acompanyat pel seu escèptic nebot Axel i l'impassible guia islandès Hans.
El grup entra per un volcà cap a l'interior de la Terra, on viuran innombrables peripècies, incloent-hi el sorprenent descobriment d'un mar interior i un món mesozoic complet enterrat a les profunditats, així com l'existència d'il·luminació de caràcter elèctric.

## Resum del llibre

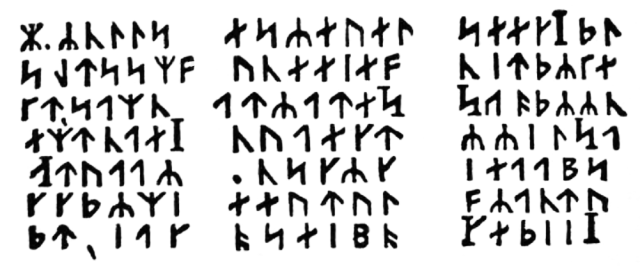
Facsímil del criptograma d'Arne Saknussemm

Axel descriu el seu oncle Lidenbrock, professor de mineralogia, com un home temut pel seu fort caràcter, però molt original. L'erudit havia cridat el seu nebot Axel al seu despatx, on li va ensenyar un manuscrit de gran valor. Després d'intentar de desxifrar-lo, Axel va aconseguir descobrir la clau del pergamí d'Arne Saknussemm, un alquimista. Entengueren aleshores que s'hi explicava com arribar al centre de la Terra. El professor va decidir anar al lloc que s'indicava al document juntament amb el seu nebot. Aquest s'hi va negar, ja que pensava que era una empresa impossible perquè la temperatura augmenta 1 °C per cada 70 peus de profunditat sota la superfície del globus. Tot i així Lidenbrock va decidir que havien d'anar-hi.
A desgrat de la seva por, Axel no tingué cap més alternativa que acompanyar el seu oncle i tots dos van fer via cap al punt indicat en el pergamí, a Islàndia. Viatjaren amb carruatge, tren i vaixell per mor d'arribar a Reykjavík, ciutat propera al Snæfellsjökull, volcà pel qual havien d'introduir-se per atènyer el cor terrestre.

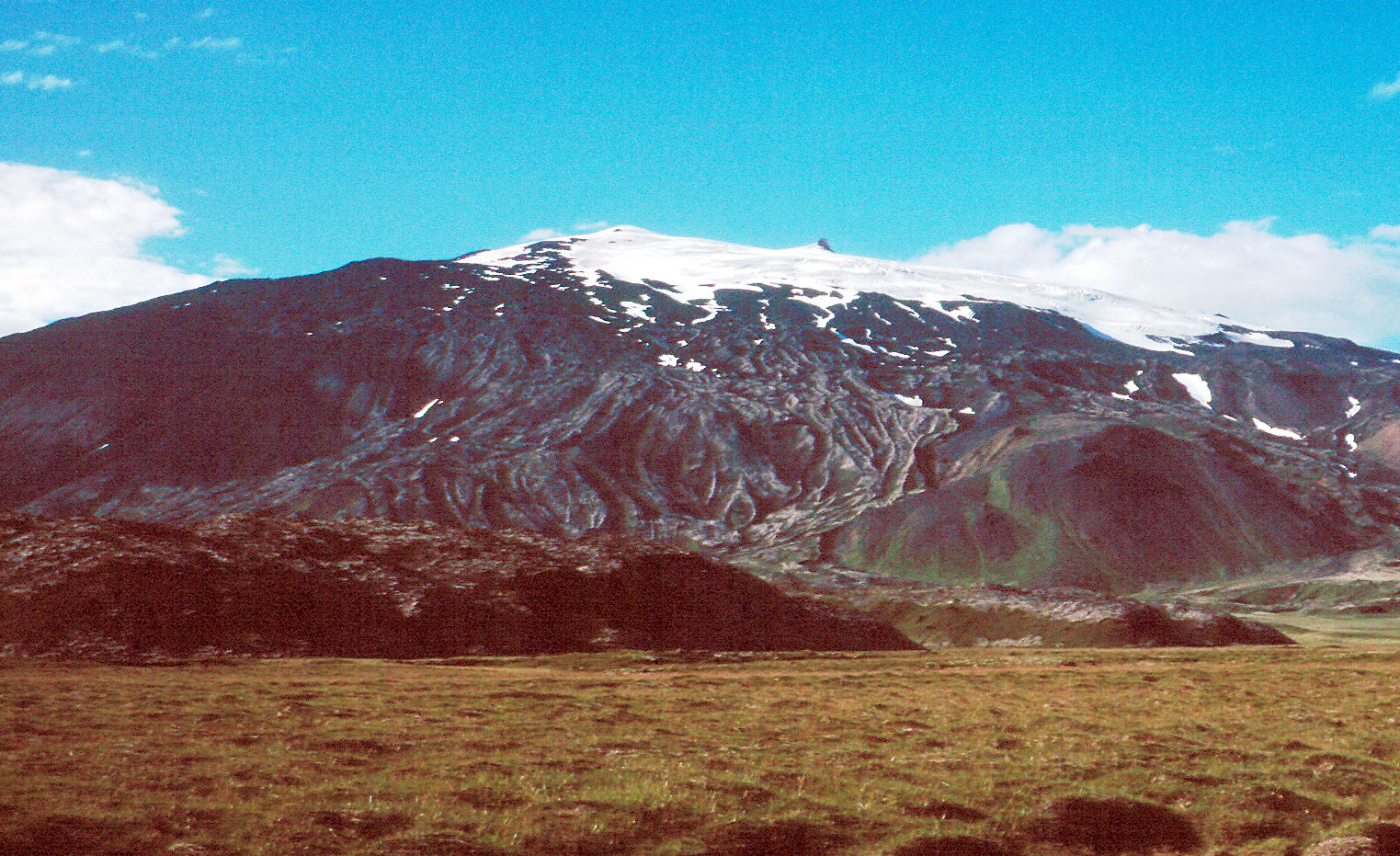
Vista del Snæfellsjökull

Per a acompanyar-los en aquesta expedició contractaren Hans, un guia del país. Equipats amb queviures, eines, armes, instruments i una farmaciola, van mamprendre el viatge cap al volcà. Axel i el seu oncle viatjaven muntats a cavall mentre que el guia els precedia a peu. La major preocupació d'Axel era de saber què passaria si el volcà es despertava mentre ells estiguessin a dintre. La marxa era penosa, però a la fi van arribar a la cimera del Snæfellsjökull.
Van començar la davallada dins del con del volcà. En el fons del cràter s'obrien tres xemeneies. Seguint les instruccions deixades per l'alquimista en el pergamí, s'assabentaren de quina de les tres xemeneies era la correcta gràcies a l'ombra del pic Scartaris que, durant les calendes de juny, acaronava la xemeneia que conduïa al centre de la Terra. Per mitjà d'una corda van anar lliscant cap avall, baixant 2.800 peus en onze hores. Allà van improvisar un llit per dormir i recuperar forces.
L'endemà al matí van seguir enfonsant-se dins les entranyes de la Terra deixant-se caure per pendents inclinats, formats per lava seca que entapissava l'interior del cràter. Després de baixar durant set hores seguides, van decidir prendre's un descans fins a les sis del matí següent. Van baixar sis hores més i van arribar al fons de la xemeneia on es van trobar amb dos camins. El professor Lidenbrock va decidir prendre el de l'est i aquest va resultar ser erroni, ja que el tercer dia es van quedar sense aigua i van haver de retrocedir per anar cap a l'oest.
Esperaven trobar alguna font i així agafar aigua per sobreviure però no se sentia ni un murmuri d'aigua. Hans, el guia que els acompanyava, va trobar un torrent d'aigua sota les roques. Van perforar la pedra amb les eines que portaven i van aconseguir aigua però a 100 °C de temperatura. La van deixar refredar i la van poder beure, i també van omplir les seves carbasses.
L'endemà al matí van seguir el camí, baixant i acostant-se cada vegada més al centre de la terra. Axel es va despistar del seu oncle i de Hans i es va perdre en un laberint a 30 llegües de l'escorça terrestre. Desesperat, es va posar a córrer sense rumb donant-se cops contra les roques. Gràcies a una caiguda providencial va arribar cansat i ple de sang als braços de l'oncle. Van veure que es trobaven al costat d'un mar, estaven en una caverna capaç de contenir una quantitat d'aigua semblant a la d'un oceà. A prop d'allà hi havia un bosc de fongs i van trobar esquelets d'animals.

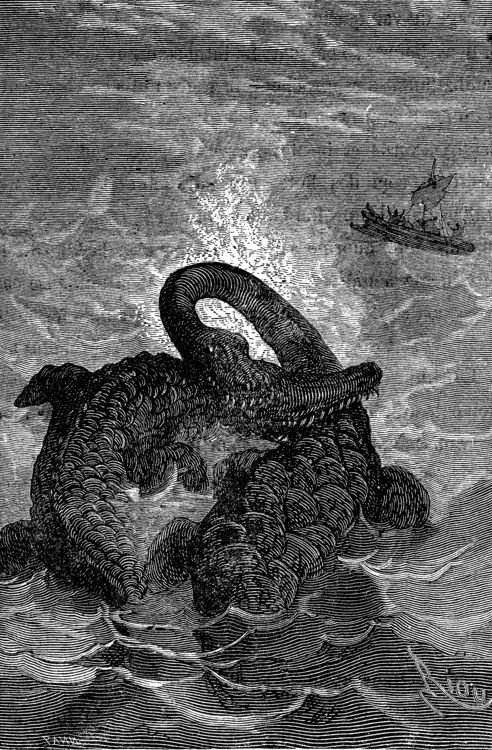
La lluita entre monstres marins, segons un gravat d'Edouard Riou

Van construir una barca i d'aquesta manera van embarcar i van iniciar una travessia per tal de buscar noves sortides a les ribes oposades. El viatge per mar es va fer més llarg del que pensaven. Durant la travessa es van trobar amb monstres marins enormes, però per sort els animals estaven lluitant entre si i no es van adonar de la presència de la barca.
Axel i els seus acompanyants van continuar el viatge amb una certa monotonia. Van passar al costat d'un illot on hi havia un guèiser d'aigua bullent a una temperatura de 163 °C.
Van seguir el camí. Una tempesta els amenaçava, el vent bufava a una velocitat incalculable, els llamps no paraven, la calor augmentava. De sobte van veure un disc de foc passejar-se per l'espai a la velocitat d'un huracà i els va arrencar el pal amb la vela i els tres amics van ser arrossegats amb gran rapidesa fins a la costa.
Axel i el seu oncle es van salvar gràcies al guia, Hans. Van aconseguir rescatar la pólvora, la brúixola, el manòmetre i aliments per a quatre mesos. Amb l'ajuda de la brúixola van comprovar la seva situació i van veure que durant la tempesta havien retrocedit en lloc d'avançar.
El professor Lidenbrock, furiós i desafiant tots els perills, va dir que tornarien a la barca per seguir el viatge.
Van trobar un esquelet humà de l'època quaternària i després un cementiri de cossos fossilitzats.
Van seguir explorant el terreny i es van allunyar de les ribes de la mar; arribaren a un bosc de vegetació de l'època terciària amb palmeres, pins, xiprers i falgueres. A sota d'aquests arbres van veure uns animals gegants i un ésser humà amb un cap de la mida d'un búfal guardant aquell ramat. Els va semblar impossible i van pensar que podia ser una visió, però van fugir a gran velocitat cap al mar on havien deixat la barca. En la seva fugida van trobar un punyal que havia pertangut a Arne Saknussemm, l'alquimista que 300 anys enrere havia fet aquest mateix viatge al centre de la Terra.
Segons l'oncle d'Axel, per arribar al centre del globus, encara havien de baixar 1.500 llegües. Per seguir el viatge havien de prendre una galeria, però una roca enorme obstruïa l'entrada i no els permetia passar. Van optar per trencar la roca amb la pólvora que tenien. Ho van preparar tot, van encendre la metxa i es van refugiar a la platja.
Es va sentir un estrèpit, l'explosió va provocar una mena de terratrèmol i el mar va arrossegar la barca en la seva caiguda. Els tres exploradors es consideraven perduts. Es van adonar que pujaven sense parar, estaven en un pou estret i l'aigua, recobrant el seu nivell, els pujava cap amunt a una velocitat violenta i els tallava la respiració, la calor es feia insuportable.
Les parets es movien, els vapors es condensaven... eren els símptomes d'una erupció. Estaven dins de la xemeneia d'un volcà en activitat, estaven embolicats en una erupció. De sobte, un moviment giratori es va apoderar de la barca, es va balancejar sobre les ones de lava enmig d'una pluja de cendres i van sortir disparats per l'abrasador orifici del cràter.
Quan Axel va obrir els ulls, va comprovar que es trobaven a l'aire lliure, en la superfície de la terra.
Estaven a Stromboli, en ple Mediterrani. Havien entrat per un volcà i sortit per un altre situat a més de 1.200 llegües l'un de l'altre.
Axel i el seu oncle van tornar a casa. La notícia del seu viatge al centre de la Terra s'havia escampat per tot arreu, però ningú els va creure. No obstant això, la presència de Hans i diversos informes arribats d'Islàndia van canviar l'opinió pública.
El professor Lidenbrock i Axel van passar a ser famosos i Hans va tornar a la seva Islàndia natal.

## Personatges
Personatges principals
- Axel: és nebot del professor Lidenbrock i nuvi de Graüben, la fillola del professor Lidenbrock. És el narrador.
- Lidenbrock: és professor de mineralogia, oncle d'Axel, padrí de Grauben i organitzador del viatge al centre de la Terra.
- Hans: guia islandès que contracta Lidenbrock per al viatge al centre de la terra.

Personatges secundaris
- Graüben: núvia i després dona d'Axel, fillola de Lidenbrock.
- Martha: serventa d'Axel i del professor Lidenbrock.

## Adaptacions cinematogràfiques
- Viatge al centre de la Terra de Henry Levin (1959).
- Viaje al centro de la Tierra de Juan Piquer Simón (1976).
- Viatge al centre de la Terra d'Eric Brevig, amb Brendan Fraser, Josh Hutcherson i Anita Briem (2008).